# Landange
Landange là một xã trong vùng Grand Est, thuộc tỉnh Moselle, quận Sarrebourg, tổng Lorquin. Tọa độ địa lý của xã là 48° 40' vĩ độ bắc, 06° 57' kinh độ đông. Landange nằm trên độ cao trung bình là 310 mét trên mực nước biển, có điểm thấp nhất là 269 mét và điểm cao nhất là 343 mét. Xã có diện tích 4,85 km², dân số vào thời điểm 1999 là 199 người; mật độ dân số là 41 người/km². Landange nằn khoảng 10 km về phía tây nam của Sarrebourg, thuộc Pháp từ năm 1661.

## Thông tin nhân khẩu
| 1962 | 1968 | 1975 | 1982 | 1990 | 1999 |
| ---- | ---- | ---- | ---- | ---- | ---- |
| 191  | 203  | 202  | 202  | 197  | 199  |